# François Antoine Léon Fleury
Pour les articles homonymes, voir Fleury.

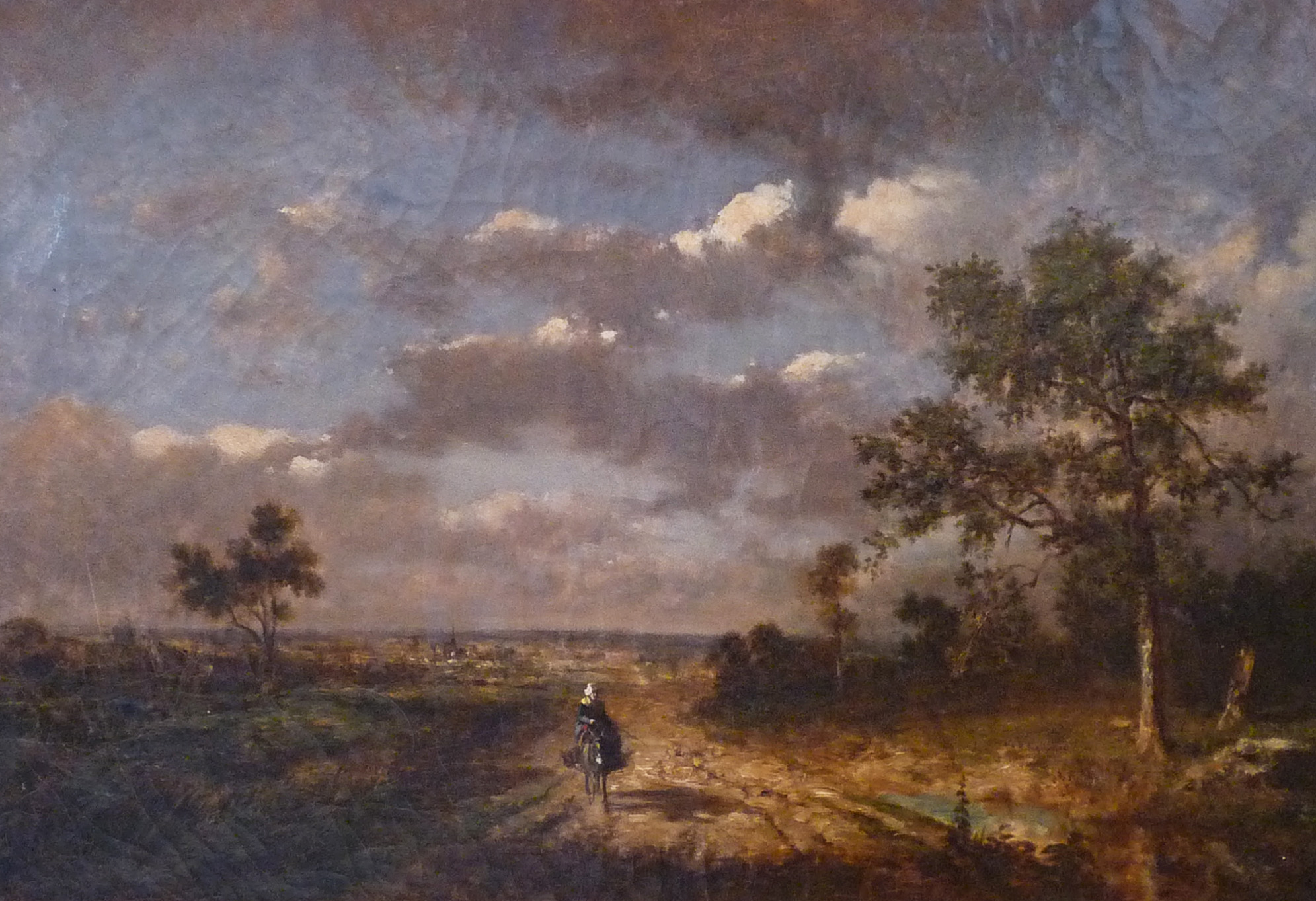
Le Bocage, vue prise à Uzerche, Bar-le-Duc, Musée barrois.

François Antoine Léon Fleury, né le 18 décembre 1804 à Paris, où il est mort le 20 octobre 1858, est un peintre français.

## Biographie
François Antoine Léon Fleury naît le 18 décembre 1804 à Paris. Il est le fils du peintre Antoine-Claude Fleury (ca 1774-1824) et de Louise Marguerite Angebert (ca 1779-1853). 
Il entre à l’École des beaux-arts de Paris le 8 mars 1821 où il a pour maîtres les peintres paysagistes Jean-Victor Bertin et Louis Hersent. 
Il séjourne en Italie de 1827 à 1830. Le 14 décembre 1830, il épouse à Paris Louise Madeleine Julienne Guillet. De 1831 à 1855, il envoie ses toiles au Salon. Il dirige un atelier où seront formés plusieurs disciples dont Camille Bernier.
Il est influencé par l'École de Barbizon, à l'imitation de laquelle il prend pour sujet des vues de la forêt de Fontainebleau. Il peint aussi les paysages de l’Auvergne, de la Normandie, du Dauphiné, de l'Italie, de la Belgique et des Pays-Bas.

## Œuvres dans les collections publiques
- Bar-le-Duc , Musée barrois : Le Bocage, vue prise à Uzerche.
- Clermont-Ferrand, musée d'art Roger-Quilliot : La Tiretaine à Royat, avant 1838.
- Orléans, musée des Beaux-Arts : Paysage. Vue prise sur la côte de Gênes, vers 1843, huile sur toile, 35 x x 52 cm[5] .
- Sceaux, musée du Domaine départemental de Sceaux : Saint-Cloud et la lanterne de Démosthène, 1837[6].

## Élèves
- Numance Bouel (1824-1884)
- Jean Henri Chouppe (1817-1894)
- Léon-Charles Flahaut (1831-1920)